# Волчица (фильм, 1967)
«Волчица» — советский фильм-спектакль 1967 года, экранизация пьесы А. Н. Ананьева по одноимённому рассказу Ольги Кобылянской.

## Сюжет
Главная героиня, зажиточная буковинская крестьянка Зоя Жмут в погоне за наживой становится «волчицей» даже для собственных детей. Своенравная, властная, одержимая накопительством, она стремится управлять жизнью своих детей. Её дочь Санда с невесткой Оксаной восстают против её тирании.

## В ролях
- Анна Янушевич — Зоя Жмут
- Виктор Жихарский — Павло Жмут
- Валентина Зимняя — Санда
- Л. Лесной — Юрко
- А. Поддубный — Яков
- П. Никитин — Савка
- О. Садовникова — Оксана
- Е. Ананьева — Журавлиха
- О. Кучеревская — Анычка

## О фильме
Фильм снят с участием актеров Черновицкого украинского музыкально-драматического театра им. О. Кобылянской, на сцене которого пьеса шла с 1963 года.
Единственное экранное появление — в главной роли — выдающейся театральной актрисы, Народной артистки Украинской ССР, Анны Яковлевны Янушевич, при том, что при огромной театральной работе актрисы даже её фотографий сохранилось лишь несколько десятков, а эта роль считается вершиной её мастерства:

Анна Янушевич в главной роли играет не только комедию и бытовую драму, она играет также трагедию искалеченной жизни. Режиссёр и актриса, раскрывая личную судьбу «Волчицы», дают почувствовать и силу обстоятельств, которые противостоят Зое и подчиняют себе её жизнь, её характер и волю. ... актриса убедительно показывает, как человек на самом деле может постепенно приобрести звериный облик.— журнал «Театр», 1966

Вершиной актёрского мастерства Анны Яковлевны в этом цикле и одной из лучших работ во всем её творчестве является, безусловно, образ Зои Жмут в спектакле «Волчица» по О. Кобылянской (инсценировка А. Ананьева). Критика считает эту работу Анны Янушевич выдающимся явлением на украинской сцене. … Более 15 лет играет Волчиху Анна Яковлевна, более 300 раз вышедшая в этой роли на сцену.
Оригинальный текст (укр.)Вершиною акторської майстерності Ганни Яківни в цьому циклі і однією з найкращих робіт в усій її творчості є , безумовно, образ Зої Жмут у виставі «Вовчиха» за О. Кобилянською (інсценізація о . Ананьєва). Критика вважає цю роботу Ганни Янушевич видатним явищем на украінській сцені. … Більше 15 років грає Вовчиху Ганна Яківна, більше 300 разів вийшла в цій ролі на сцену.
— журнал «Український театр», 1979